# The Hell Song
«The Hell Song» es el segundo sencillo del álbum Does This Look Infected? de la banda Sum 41 lanzado el 10 de febrero de 2003.

## Videoclip
Usando figuras de acción y muñecos de celebridades y situados en el living y baño de alguien, este video representa un alocado recital de Sum 41. Varias celebridades aparecen en forma de muñecos.

## Lista de canciones

### Sencillo
| N.º | Título                                  | Duración |  |
| 1.  | «Hell Song»                             | 3:18     |  |
| 2.  | «Over My Head (Better off Dead)» (Demo) | 2:29     |  |
| 3.  | «My Direction» (Demo)                   | 2:02     |  |
| 4.  | «WWVII Parts 1 & 2»                     | 5:09     |  |